# 연합군 본부
연합군 본부(Allied Force Headquarters (AFHQ))는 1942년 말부터 1945년 5월 유럽 전역 종료 때까지 지중해 전구의 모든 연합국 병력을 통제한 본부이다.
1942년 8월 영국에서 횃불 작전을 수행할 병력을 지휘할 목적으로 드와이트 D. 아이젠하워 대장에 의해 조직되었다.
1947년 9월 16일에 발효된 AFHQ 일반명령 제24호에 따라 AFHQ는 다음날에 폐지되었다.

## 편성

### 북아프리카 전역, 1943년 3월

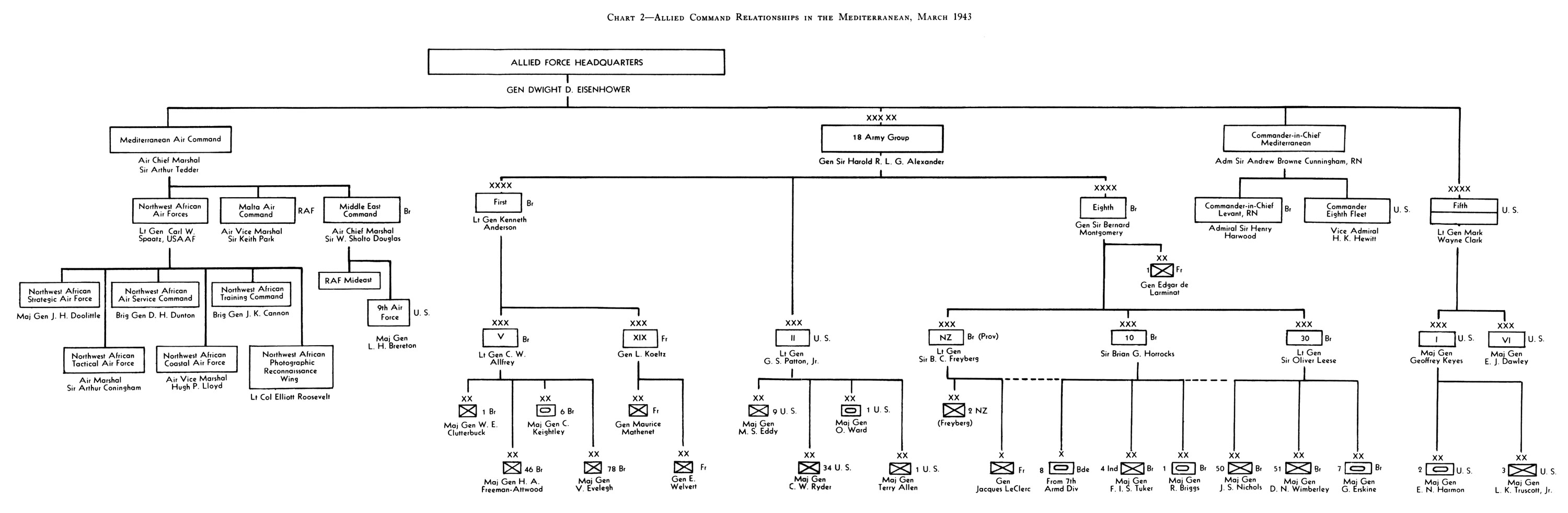
1943년 3월

- 육군: 제18군집단 - 영국 육군 대장 해롤드 R.L.G. 알렉산더; 1943년 2월 ~ 5월, 해산
  - 영국 제1군 - 영국 육군 중장 케네스 앤더슨; 1942년 ~ 1943년, 7월 해산
    - 영국 제5(V)군단
    - 프랑스 제19(XIX)군단

  - 영국 제8군 - 영국 육군 대장 버나드 로 몽고메리
    - 뉴질랜드 군단
    - 영국 제8(VIII)군단
    - 영국 제10(XXX)군단

  - 미국 제2(II)군단 - 미국 육군 중장 조지 패튼
- 해군: 지중해 함대 - 제독 앤드루 커닝엄
  - 영국 왕립해군 레반트 총사령관(Commander-in-Chief, Leavant)
  - 미국 제8함대 - VADM 헨리 K. 헤위트
- 공군: 지중해 항공사령부 - 미국 육군 항공군 대장 칼 스파츠
  - 말타 항공사령부
  - RAF 중동 사령부
    - 영국 중동 왕립공군
    - 미국 제9공군

  - 북서아프리카 공군 (NAAF)
    - 북서아프리카 전략공군 (NASAF)
    - 북서아프리카 전술공군 (NATAF)
    - 북서아프리카 해안공군 (NACAF)
    - 북서아프리카 항공근무사령부 (NAASC)
    - 북서아프리카 훈련사령부 (NATC)
    - 북서아프리카 병력수송사령부 (NATCC)
    - 북서아프리카 사진촬영정찰비행단 (NAPRW)

### 1943년 12월
- 지중해 연합공군
  - 지중해 연합전략공군 (MASAF) - 소장 네이션 트위닝
  - 지중해 연합해안공군 (MACAF) - Air Vice-Marshal 휴 롤로이드
  - 지중해 연합전술공군 (MATAF) - 소장 존 K. 캐논

## 역대 사령관
| 사진 | 소속/계급      | 성명                                              | 취임           | 이임       | 직위                                                                               |
| ---- | -------------- | ------------------------------------------------- | -------------- | ---------- | ---------------------------------------------------------------------------------- |
|      | 미국 육군 대장 | 드와이트 D. 아이젠하워                            | 1942년 8월     | 1944년 1월 | Commander-in-Chief, Allied Force 연합군, 총사령관                                  |
|      | 영국 공군 대장 | Sir Henry Maitland Wilson 헨리 마이트랜드 윌슨 경 | 1944년 1월 8일 | 12월       | Supreme Allied Commander Mediterranean 지중해 연합 최고사령관                      |
|      | 영국 공군 원수 | Sir Harold Alexander 해롤드 알렉산더 경           | 1944년 12월    | 1945년 5월 | Supreme Commander and commander of AFHQ 연합본부 사령관이자 총사령관               |
|      | 영국 공군 중장 | Sir William Duthie Morgan 윌리엄 듀테 모건 경     | 1945년 5월     | 1947년 9월 | Supreme Commander, Mediterranean Theater of Operations 지중해 작전전구, 최고사령관 |

## 같이 보기
- 미국 육군 지중해 작전전구(MTOUSA)

## 참고
1. ↑  Mead, Richard (2007). 《Churchill's Lions: A biographical guide to the key British generals of World War II》. 영국, 스트라우드: Spellmount. 520쪽. ISBN 978-1-86227-431-0.

- “Records of Allied Operational and Occupation Headquarters, World War II” (영어). National Archives and Records Administration. 2017년 2월 24일에 확인함. 331.16 General Records of Allied Force Headquarters (AFHQ)
- “History of AFHQ – Part One] (August – December 1942)” (PDF) (영어). Armed Forces Staff College. 2017년 3월 3일에 원본 문서 (PDF)에서 보존된 문서. 2020년 2월 25일에 확인함.
- “History of AFHQ – Part Two] (December 1942 – December 1943)” (PDF) (영어). Armed Forces Staff College. 2017년 2월 25일에 원본 문서 (PDF)에서 보존된 문서. 2020년 2월 25일에 확인함.
- “History of AFHQ – Part Three] (December 1943 – July 1944)” (PDF) (영어). Armed Forces Staff College. 2017년 2월 25일에 원본 문서 (PDF)에서 보존된 문서. 2020년 2월 25일에 확인함.